# (5733) 1989 AQ
Az (5733) 1989 AQ egy kisbolygó a Naprendszerben. Ueda és Kaneda fedezte fel 1989. január 4-én.